# Oxyspirura petrowi
Espèce
Oxyspirura petrowi est une espèce de nématodes de la famille des Thelaziidae.
Quatre-vingt-quatre espèces sont répertoriées dans le genre Oxyspirura . La plupart sont des vers aviaires, et seulement 2 espèces ont été isolées de primates: O. conjunctivalis d'un lémurien et O. youngi de singes Patas 
C'est un nématode hétéroxène des oiseaux aux États-Unis qui pourrait jouer un rôle dans le déclin du colin de Virginie (Colinus virginianus) dans la Rolling Plains Ecoregion   Plains de l'ouest du Texas. 

## Description

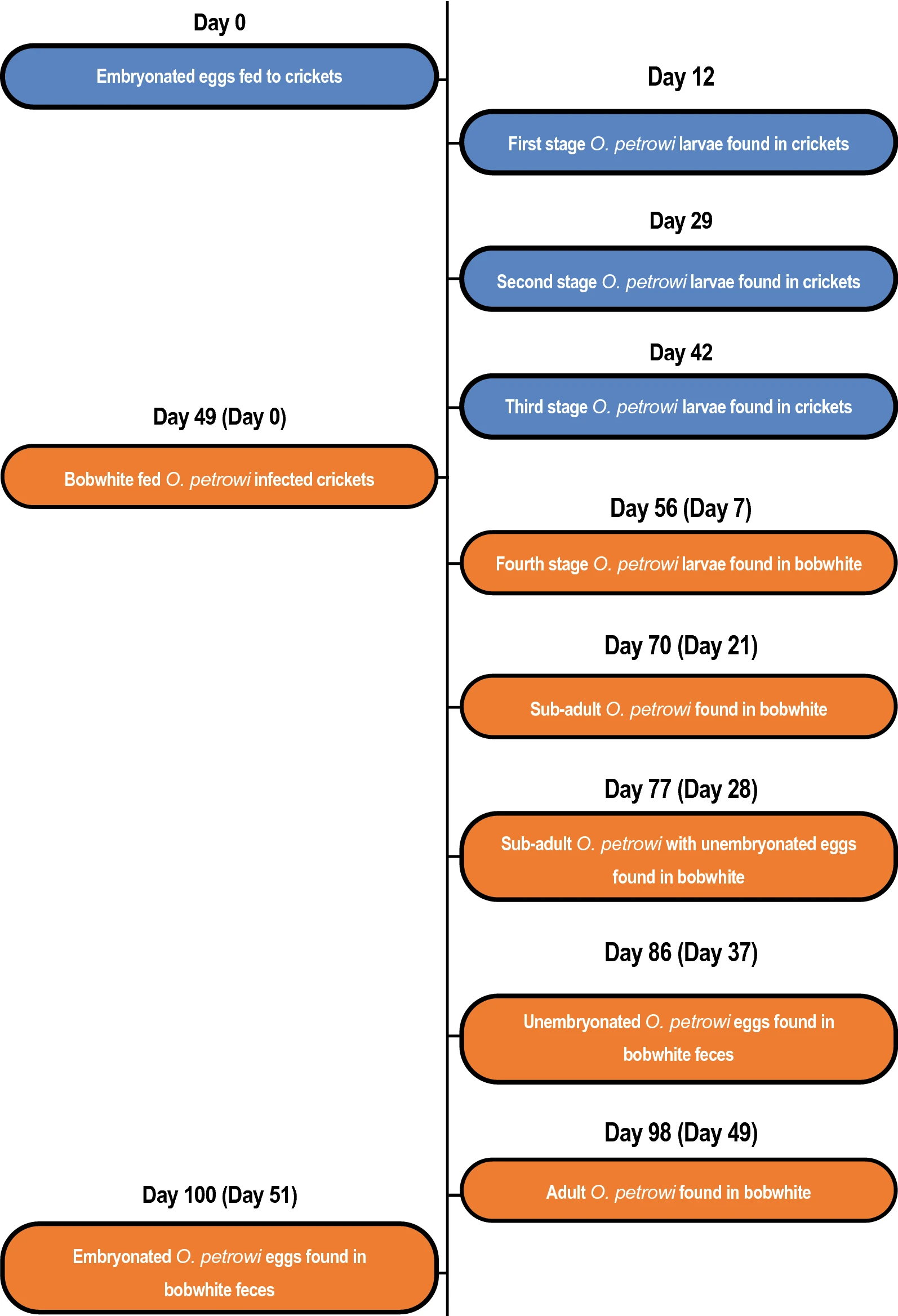
La durée passée au sein de l'hôte intermédiaire, le grillon domestique (Acheta domesticus) et l'hôte définitif, le colin de Virginie, sont notées respectivement en bleu et orange.

### Larve
Les larves mesurent 800–850 µm de long et 170–200 µm de large avec  un anneau nerveux à 212–250 µm de l'extrémité antérieure  une cavité buccale claire et un anus à 300–350 µm de l'extrémité postérieure.

## Hôte
Le ver à yeux (Oxyspirura petrowi) est un nématode hétéroxène trouvé chez les oiseaux des États-Unis. Aux États-Unis, il a été signalé pour la première fois chez des Galliformes et des Passeriformes au Michigan en 1937 . Depuis lors, il a été identifié chez de nombreuses autres espèces de ces ordres, notamment le tétra pale (Tympanuchus pallidicinctus), le cardinal rouge (Cardinalis cardinalis), le moqueur polyglotte (Mimus polyglottos), le moqueur à bec courbe (Toxostoma curvirostre), le colin de Gambel (Callipepla gambelii), le colin écaillée (Callipepla squamata) et le  colin de Virginie(Colinus virginianus; ci-après, colin de Virginie) [6]. Oxyspirura petrowi a acquis une notoriété particulière dans l'écorégion des Rolling Plains de l'ouest du Texas, car cette zone serait l'épicentre de l'infection Les West Texas Rolling Plains sont également considérées comme un bastion de la chasse au colin de Virginie , qui fournit une source importante de revenus saisonniers pour de nombreuses communautés locales . 

## Transmission
Pour la transmission, les espèces d'Oxyspirura nécessitent des arthropodes hôtes intermédiaires, comme les blattes, les grillons et les sauterelles, pour se développer en larves infectieuses de troisième stade.Manger des insectes est une coutume traditionnelle courante dans de nombreux pays et la nématodose cutanée due aux larves d'Oxyspirura est  probablement secondaire à cette coutume alimentaire.

## Maladie humaine causées par ce parasite
Ce parasite est responsable de nématodiase cutanée prurigineuse causée par ses larves. Ce prurit peut durer plusieurs années.
A l'examen physique, il existe de nombreuses lésions cutanées érythémateuses, œdémateuses et prurigineuses sur toute la peau de son corps, à l'exception de la plante des pieds. Le dos et l'abdomen  ont été particulièrement touchés. Pendant l’examen des lésions cutanées, les larves actives peuvent spontanément migré et même sauté de la peau du patient..
Les résultats des tests d'hématologie et de biochimie ont montré des IgE légèrement élevée de 171,2 UI / ml (plage de référence <100 UI / ml), mais la numération sanguine , l'alanine transaminase, l'aspartate aminotransférase, la créatinine et d'autres valeurs de laboratoire étaient dans les limites de référence. L'échographie et les radiographies pulmonaires n'ont détecté aucune anomalie dans les poumons, le foie, la vésicule biliaire, le pancréas, les reins ou la vessie. Un échantillon fécal était négatif pour les œufs et les larves de nématodes.
Le traitement consiste en de l'albendazole (400 mg / j) pendant 14 jours.son efficacité n’apparaîtra que deux mois après.

## Nématodes responsables de manifestations cutanées
| Nématode                                                                 | Maladie       | Manifestations cliniques                                                                    |
| ------------------------------------------------------------------------ | ------------- | ------------------------------------------------------------------------------------------- |
| Toxocara cani, Toxocara cati et Baylisascaris procyonis.                 | Larva migrans | Multiples lésions linéaires ou serpigineuses sur les pieds, le bas des jambes et les fesses |
| Gnathostoma                                                              |               | Même manifestation que larva migrans                                                        |
| Les larves de Spirurina (Crassicauda giliakiana) type X dans les calmars |               | Éruption érythémateuse sur son abdomen suivi de fortes douleurs abdominales.                |
| Dirofilaria repens                                                       | Dirofilariose | Nodules sous cutanée avec troubles respiratoires.                                           |
| Pelodera strongyloides                                                   |               | Stagnation de croissance et nodules hyperpigmentés sur le bas-ventre et les cuisses.        |